# レッド・スケルトン
レッド・スケルトン（Red Skelton, 本名：Richard Bernard Skelton、1913年7月18日 - 1997年9月17日）は、アメリカ合衆国の俳優。

## 主な出演作品
- 大編隊 Flight Command (1940)
- レディ・ビー・グッド Lady Be Good (1941)
- デュバリイは貴婦人 Du Barry Was a Lady (1943)
- 万雷の歓呼 Thousands Cheer (1943)
- 世紀の女王 Bathing Beauty (1944)
- スケルトンの映画騒動 Merton of the Movies (1947)
- ジーグフェルド・フォリーズ Ziegfeld Follies (1945)
- スケルトンの就職騒動 The Fuller Brush Man (1948)
- 水着の女王 Neptune's Daughter (1949)
- スケルトンの運ちゃん武勇伝 The Yellow Cab Man (1950)
- 土曜は貴方に Three Little Words (1950)
- ぴんぼけＧメンＮｏ.１ Public Pigeon No. 1 (1957)
- 素晴らしきヒコーキ野郎 Those Magnificent Men in Their Flying Machines (1965)